# Trofa (stacja kolejowa)
Trofa (port: Estação Ferroviária da Trofa) – przystanek kolejowy w Covelas (gmina Trofa), w dystrykcie Porto, w Portugalii. Znajduje się na Linha do Minho. Jest obsługiwana przez pociągi wszystkich kategorii w tym Alfa Pendular. 

## Historia
Obecna stacja powstała na wschód od miasta Trofa, wraz z nowym odcinkiem linii i otwarta została 14 sierpnia 2010.

## Linie kolejowe
- Linha do Minho